# Red Boucher
Henry Aristide Boucher, mais conhecido como Red Boucher (Nashua, 27 de janeiro de 1921 – Anchorage, 19 de junho de 2009) foi um político norte-americano. Foi o quarto vice-governador do Alasca, no período de 7 de dezembro de 1970 a 2 de dezembro de 1974.

## Juventude e serviço militar
Nascido em Nashua, New Hampshire, filho de Henry Aristide Boucher Sr. e Helen Isabel Cameron, o pai de Boucher morreu logo após seu nascimento devido aos efeitos prolongados da exposição ao gás mostarda na Primeira Guerra Mundial na Batalha de Verdun em 1916. Ele ganhou o apelido "Red" depois de conhecer o presidente Franklin D. Roosevelt, que lhe disse: "Eles deveriam chamá-lo de vermelho(red)" em referência ao seu cabelo ruivo. Depois que sua mãe desenvolveu esclerose múltipla, ele e seu irmão foram colocados no Orfanato St. Vincent em Fall River, Massachusetts.
Boucher alistou-se na Marinha aos 17 anos, serviu a bordo da USS Enterprise no Pacífico durante a Segunda Guerra Mundial como sinaleiro especialista e meteorologista e alcançou o posto de suboficial. Ele serviu durante a Batalha de Midway e inúmeras outras batalhas por um total de vinte anos na Marinha, incluindo uma passagem no porta-aviões USS Saratoga como suboficial de comunicações e meteorologia.

## Carreira
Depois de deixar a Marinha, Boucher e sua família foram para o Alasca, estabelecendo-se em Fairbanks em 1958 depois que John F. Kennedy, para quem ele fazia campanha, disse-lhe que havia um grande potencial no território do extremo norte. Ele fundou o time de beisebol Fairbanks Goldpanners na década de 1960, estabelecendo as raízes da Liga de Beisebol do Alasca. Ele serviu no Fairbanks City Council antes de se tornar prefeito em 1966. Ele foi eleito vice-governador do Alasca sob a segunda administração do governador William Allen Egan, servindo de 1970 a 1974. Posteriormente, serviu na Câmara dos Representantes do Alasca e na Assembléia de Anchorage.
Ele também tinha interesse em telecomunicações, despertado pelos primeiros computadores da Apple, e se tornou conhecido como um gênio das telecomunicações, cujos sucessos incluíram uma cruzada para aumentar o acesso à Internet em aldeias remotas do Alasca.

## Vida pessoal
Boucher sofreu um derrame em 2005 e morreu aos 88 anos em 19 de junho de 2009, em sua casa em Anchorage.